# Chungmugong-Yi-Sun-sin-Klasse
Die Chungmugong-Yi-Sun-sin-Klasse (Hangeul: 충무공 이순신급 구축함, Hanja: 獨島級強襲上陸艦), auch als KDX-II – Korean Destroyer eXperimental II bezeichnet, ist eine Klasse von sechs Zerstörern der Marine der Republik Korea (ROKN).

## Allgemein
Diese Klasse von Schiffen ist ein Teil des dreistufigen KDX-Programms, an dessen Ende die südkoreanische Marine über die Fähigkeit verfügen wird, weltweit zu operieren. Außerdem soll die einheimische Werft- und Rüstungsindustrie gefördert werden, weshalb alle Schiffe des KDX-Programms in Südkorea gebaut werden. Auch ein Teil der Waffensysteme stammt aus südkoreanischer Fertigung.
Während es sich beim Projekt KDX-I um relativ kleine einfach gestaltete Schiffe handelt, stellen die KDX-II wesentlich fortschrittlichere Schiffe dar. Die Schiffe der letzten Stufe des KDX-Programms befinden sich erst im Bau, sie werden jedoch mit einer Verdrängung von über 9000 t und mit ihren modernsten Waffen- und Elektroniksystemen die weitaus komplexesten und kampfstärksten Schiffe der südkoreanischen Marine darstellen.

## Technik
Mit einer Länge von 150 m, einer Breite von 17 m und einer Verdrängung von ca. 5000 t sind sie wesentlich größer als die Schiffe der KDX-I-Klasse. Im Gegensatz zur Vorgängerklasse wurde auch zum ersten Mal die Stealth-Technik angewendet. Dies soll die Radar- und Infrarotsignatur auf ein Minimum reduzieren, eine komplette Unsichtbarkeit, wie es oft in verschiedenen Medien suggeriert wird, ist jedoch nicht möglich.
Als Antrieb dient ein so genannter CODOG-Antrieb, was für „Combined Diesel or Gas“ steht. Das heißt, dass für Langsamfahrt 2 Dieselmotoren von je ca. 10.000 PS verwendet werden, während für höhere Geschwindigkeiten die beiden Dieselmotoren abgeschaltet werden und zwei Gasturbinen vom Typ LM2500 den Antrieb übernehmen. Diese werden von General Electric hergestellt und leisten je über 30.000 PS.
Daneben ist auch eine umfangreiche elektronische Ausstattung eingerüstet, wobei das zweidimensionale Radarsystem AN/SPS-49(V)5 von Raytheon das Kernstück bildet.

## Bewaffnung
Das wohl wichtigste Element der Bewaffnung ist das Mk 41 Vertical Launching System mit 32 Zellen. Dieses ist in der Lage, Mittelstrecken-Luftabwehrraketen vom Typ SM-2 zu verschießen. Daneben ist es auch für den Einsatz weiterer Lenkflugkörper ausgelegt. Ob diese jedoch auch eingerüstet und beschafft wurden, ist nicht bekannt.
Zur Nahbereichsluftabwehr ist ein Starter für RIM-116 Rolling Airframe Missile sowie ein Goalkeeper-Nahbereichs-Luftabwehrgeschütz eingerüstet.
Zur U-Boot-Jagd stehen zudem zwei Dreifachtorpedorohre im Kaliber 324 mm zur Verfügung. Zudem gehören noch zwei Vierfachstarter für RGM-84 Harpoon sowie ein Mark-45-Leichtgewichtsgeschütz im Kaliber 127 mm zur Ausstattung.

## Einheiten
| Kennung   | Name                                   | Bauwerft                                        | Stapellauf        | Indienststellung   | Anmerkung         |
| 1. Baulos | 1. Baulos                              | 1. Baulos                                       | 1. Baulos         | 1. Baulos          | 1. Baulos         |
| --------- | -------------------------------------- | ----------------------------------------------- | ----------------- | ------------------ | ----------------- |
| DDH-975   | Chungmugong Yi Sun-sin (충무공 이순신) | Daewoo Shipbuilding & Marine Engineering, Goeje | 22. Mai 2002      | 2. Dezember 2003   | Aktiv             |
| DDH-976   | Munmudaewang (문무대왕)                | Hyundai Heavy Industries, Ulsan                 | 11. April 2003    | 30. September 2004 | Aktiv             |
| DDH-977   | Dae Jo-yeong (대조영)                  | Daewoo Shipbuilding & Marine Engineering, Goeje | 12. November 2003 | 30. Juni 2005      | Aktiv             |
| 2. Baulos |                                        |                                                 |                   |                    |                   |
| DDH-978   | Wang Geon (왕건)                       | Hyundai Heavy Industries, Ulsan                 | 4. Mai 2005       | 10. November 2006  | Aktiv             |
| DDH-979   | Kang Gam-chan (강감찬)                 | Daewoo Shipbuilding & Marine Engineering, Goeje | 16. März 2006     | 2. April 2007      | Aktiv             |
| DDH-981   | Choe Yeong (최영)                      | Hyundai Heavy Industries, Ulsan                 | 20. Mai 2006      | 24. November 2007  | Aktiv             |
| DDH-980   | Auftrag storniert                      | Auftrag storniert                               | Auftrag storniert | Auftrag storniert  | Auftrag storniert |